# Pseudocentrotus
Genre
Pseudocentrotus est un genre d’oursins (échinodermes) réguliers de la famille des Strongylocentrotidae. Il n'en existe qu'une seule espèce vivante à l'heure actuelle, Pseudocentrotus depressus (qui vit au Japon).

## Caractéristiques
Ce sont des oursins dits « réguliers », caractérisés par un test (coquille) rond et des radioles (piquants) réparties sur tout le corps. 
La bouche se situe au centre de la face inférieure (face « orale »), et l'anus à l'opposé, soit au sommet du test.
Le test est large et comprimé dorsalement, avec une surface orale plate. Le disque apical est hémicyclique. Les plaques ambulacraires sont polygéminées avec six ou sept paires de pores par plaque composée à l'ambitus et au-dessus, mais moins et plus ramassées vers la face orale. Celle-ci est complètement plate, avec un péristome relativement petit et des phyllodes larges et bien développées. Les paires de pores forment des lignes obliques sur chaque plaque. Les plaques interambulacraires portent un tubercule primaire et de gros tubercules secondaires, mais ils ne sont pas alignés. La face aborale ne comporte pas de zones nues. Les encoches buccales sont peu profondes, mais avec des marques proéminentes.
On trouve cet oursin autour du Japon, où il est exploité traditionnellement ou industriellement pour la consommation.

## Liste d'espèces
Selon World Register of Marine Species (4 avril 2014) :
- Pseudocentrotus depressus (A. Agassiz, 1863)
- Pseudocentrotus stenoporus Nisiyama, 1966 †